# Zygmunt Krasiński
Napoleon Stanisław Adam Feliks Zygmunt Krasiński, poljski pesnik, * 19. februar 1812, Pariz, Francija, † 23. februar 1859, Pariz.
Uvrščamo ga med najpomembnejše pesnike poljske romantike. 
Leta 1827 je začel študij prava v Varšavi, a je bil z univerze izključen zaradi manifestacije proti carju. Po izključitvi je s študijem nadaljeval v Ženevi. Tam je spoznal Adama Mickiewicza in nekaj drugih literatov, ki so vplivali na njegovo ustvarjanje. Poglabljal se je v filizofijo in poezijo. 1830 se je preselil v Rim, kjer je prejel novico o novembrski vstaji in se vrnil v domovino, da bi se boril, a na koncu v boju ni sodeloval. 1833 se je vrnil v Italijo in tam napisal svojo najpomembnejšo dramo Nebožanska komedija. V Rimu se je zaljubil v Joanno Bobrowo, s katero je bil v krajši zvezi, čeprav je bila že poročena. Tam je spoznal Juliusza Słowackega, kar je spodbudilo njegovo pesniško ustvarjanje (Poemat pokusa, Noc letnia, Liryki do Borowej).
Večino časa je posvečal potovanjem in umetniškemu ustvarjanju. Leta 1843 je izšlo tudi njegovo delo Przedświt. V letu 1850 se je njegovo zdravstveno stanje poslabšalo, kar pa ga ni odvrnilo od konstantnih potovanj. Njegovo pisanje je obravnavalo konzervatizem, krščanstvo, verovanje v Boga in potrebo po žrtvovanju in trpljenju za dosego moralnega razvoja. 

## Življenje

### Zgodnje otroštvo in mladost
Krasiński je bil rojen 19. 2. 1812 v Parizu. Bil je potomec poljskih aristokratov, grofa Wincentyja Krasińskega in grofice Marie Radziwiłłówne.
S šolanjem je začel doma v Varšavi, učila sta ga pisatelja Józef Korzeniowski in Piotr Chlebowski, nadaljeval pa na Varšavskem liceju in na pravni fakulteti Kraljeve univerze v Varšavi do 1829.
Na njegovo življenje in prepričanja je imel velik vpliv oče, ki je bil general v Napoleonovi vojski in zvest podpornik ruskega carja. Leta 1822 je Zygmunt izgubil mamo. Kljub uporniškemu značaju se nikoli ni mogel osvoboditi očetovega vpliva, ki je posegal tako v njegova politična stališča, kot v njegovo osebno življenje (npr. izsilil je poroko z Elizo Branicko kljub Zygmuntovi ljubezni do Delfine Potocke). Zaradi očetovega vpliva se tudi ni udeležil novembrske vstaje in domoljubnih demonstracij. Ker so ga na podlagi tega kolegi izobčili, je bil prisiljen predčasno končati študij. Da bi se vsaj delno osvobodil očetovih vplivov, je zapustil domovino in od takrat naprej večino časa živel v Nemčiji, Franciji in Italiji.
Leta 1829 je v Ženevi spoznal in se spoprijateljil z Angležem Henrikom Reevom (s katerim je imel korespondenco, ki je bila leta 1902 tudi izdana v 2 knjigah) in Henrietto Villan. Leta 1830 se je z Adamom Mickiewiczem odpravil v Alpe in pot opisoval tudi v svojem dnevniku. 

### Odrasla doba
Po letu 1830 je bolehal za živčno motnjo in očesno boleznijo, ki sta se kasneje še poslabšali. Leta 1836 je v Rimu srečal Juliusza Słowackega in se z njim spoprijateljil. Sredina 30. let je zanj najznamenitejše obdobje, saj je v tem času napisal svoji najpomembnejši deli Nebožanska komedija in Irydion, ki ju je zasnoval že v Sankt Peterburgu. Decembra 1838 je v Neaplju začel razmerje z Delfino Potocko. Romanca je trajala do leta 1846, kasneje pa se je prelevila v prijateljstvo in vplivala na njegova dela. Julija 1843 se je pod očetovim vplivom poročil z Elizo Branicko, slikarko, v katero se je zaljubil šele pozneje, ko so se njegova čustva do Delfine ohladila. Eliza mu je rodila štiri otroke: Władysława Wincentyja, Zygmunta Jerzyja, Mario Beatrycze in Elizo.
Med revolucijo v Rimu leta 1848 je skupaj s Ciprianom Kamilom Norwidom branil ogroženega papeža Pija IX.
Zygmunt Krasiński je umrl za tuberkulozo 23. februarja 1859 v Parizu. Truplo so prepeljali v Opinogóro blizu Ciechanówa, kjer je zdaj Muzej romantike. 
Krasińskega literarna zgodovina uvršča v skupino treh velikih romantikov poljske književnosti (poleg Adama Mickiewicza in Juliusza Słowackega).

## Dela
- Powieśći gotickie
- Agaj – haj
- Irydion
- Nie-boska komedia
- Prsedświt
- Psalm przyszłości
- Fantazja życia
- Listy do Delfinej Potocki
- Na Sybir